# Pedro Arbués
Pedro Arbués (Épila, Saragossa, ca. 1441 - Saragossa, 17 de setembre de 1485) va ser un eclesiàstic, inquisidor d'Aragó, assassinat a Saragossa i considerat com a màrtir. És venerat com a sant per l'Església catòlica.

## Biografia
Fill del noble Antonio Arbués i de Sancha Ruiz, va estudiar filosofia, probablement a Osca, i després a Bolonya, on es graduà en teologia i dret i fou tingut com a model d'estudiant per la seva dedicació i virtut. En tornar a Aragó, fou canonge regular a la Seu de Saragossa, on va fer la professió com a sacerdot en 1474. L'establiment del Tribunal de la Inquisició espanyola per lluitar contra l'heretgia i perseguir els jueus conversos que continuaven practicant el judaisme (els coneguts com a marrans), van fer que Arbués fos nomenat inquisidor de la Corona d'Aragó en 1484 amb Pere Gaspar Jotglar, mentre que Tomás de Torquemada ho era de la Corona de Castella.
La Inquisició, però, fou mal rebuda a Aragó, ja que es va considerar un atac als furs i les constitucions pròpies, i imposada des de Castella per la influència d'Isabel I de Castella sobre el rei Ferran el Catòlic. Les mesures en contra dels criptojueus (persecucions, conversions forçades, confiscacions de béns, etc.), que eren una de les bases de la rica burgesia aragonesa i, com a conseqüència, de la indústria i el comerç de Saragossa, van provocar una reacció en contra. El 14 de setembre de 1485, Pedro Arbués fou ferit mentre pregava a la catedral de Saragossa, tot i que duia una cota de malla i un elm, ja que havia rebut amenaces de mort; va morir uns dies després, el 17 de setembre.
Es creu que algunes famílies poderoses amb jueus conversos entre els seus membres (Sánchez, Montesa, Paternoy i Santángel) hi foren implicades per evitar l'avanç de la Inquisició. L'assassinat i la mort poc més tard de Pere Gaspar Jotglar, però, va provocar, manipulat per la Inquisició, una reacció popular contrària als jueus i conversos. Foren executades nou persones, dues més se suïcidaren, tretze foren cremades "en efígie" i quatre foren castigades com a còmplices.

## Veneració
La Inquisició i l'Església aragonesa van manipular l'assassinat en contra dels jueus i aviat van començar a parlar d'Arbués com d'un sant màrtir, començant-ne la veneració popular. El seu cos era venerat a un sepulcre esculpit per Gil Morlanes, a la capella de San Pedro Arbués de la Seu de Saragossa, 
Beatificat per Alexandre VII el 17 d'abril de 1662, la seva canonització fou polèmica. Pius IX el canonitzà formalment el 29 de juny de 1867 en considerar-lo víctima dels enemics de l'Església, malgrat la consideració actual que els seus mètodes al front de la Inquisició no eren un model d'actitud cristiana. Leonardo Sciascia a Morte dell'inquisitore (1967) esmenta que Arbués, amb Juan López Cisneros (mort en 1657), foren els dos únics casos d'inquisidors que moriren assassinats a partir del segle xv.

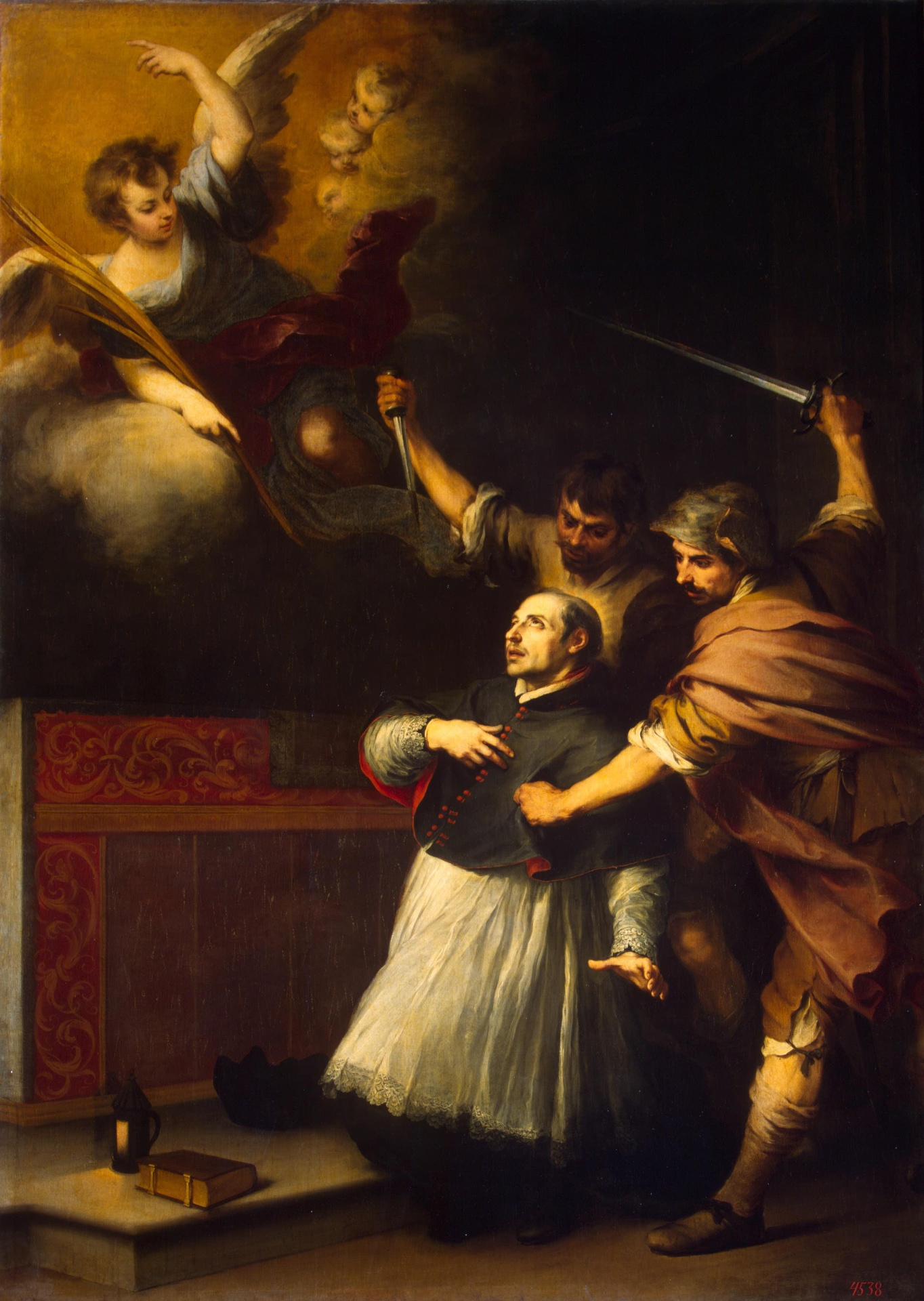
Martiri del sant, per B. E. Murillo, 1664 (S. Petersburg, Ermitage)
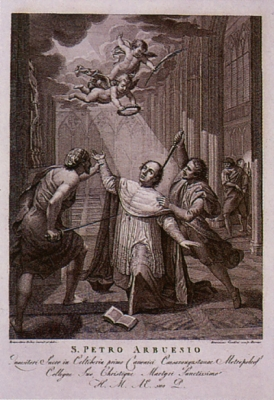
Martiri del sant, per Francesco Cecchini, s. XVIII
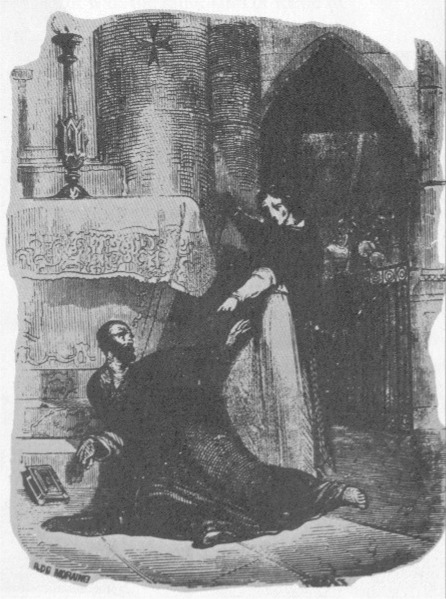
Gravat del s. XIX
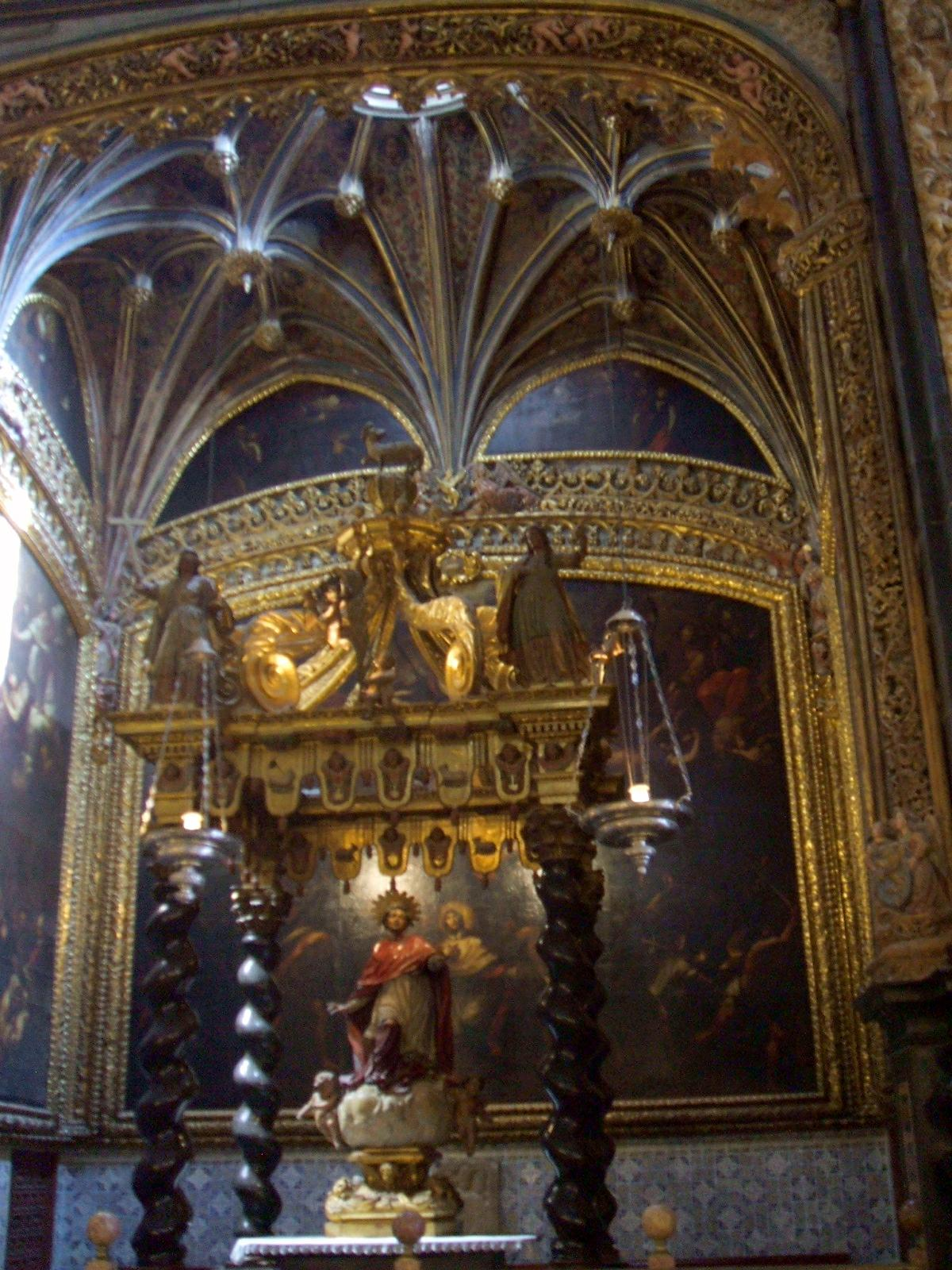
Capella de la Seu de Saragossa amb les relíquies del sant